# 奥尔列纳
奥尔列纳（法語：Orliénas，法語發音：[ɔʁljena]）是法国罗讷省的一个市镇，属于里昂区。

## 地理
奥尔列纳（45°39'32"N, 4°43'6"E）面积10.42 平方千米，位于法国奥弗涅-罗讷-阿尔卑斯大区罗讷省，该省份为法国中东部省份，北起顺时针与索恩-卢瓦尔省、安省、里昂大都会、伊泽尔省和卢瓦尔省接壤。
与奥尔列纳接壤的市镇（或旧市镇、城区）包括：雅雷地区苏雪、圣洛朗达尼、武尔勒、布里涅。

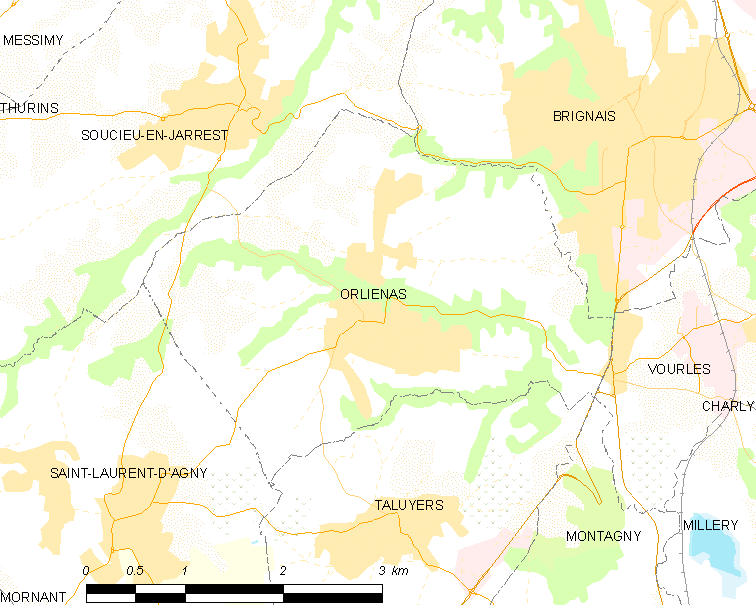
奥尔列纳的OSM定位图

奥尔列纳的时区为UTC+01:00、UTC+02:00（夏令时）。

## 行政
奥尔列纳的邮政编码为69530，INSEE市镇编码为69148。

## 政治
奥尔列纳所属的省级选区为奥宗河畔圣桑福里安县。

## 人口

1962-2008年间奥尔列纳人口变化图示

奥尔列纳于2022年1月1日时的人口数量为2633人。